# Parrettåede hovdyr
Parrettåede hovdyr (latin: Artiodactyla) (også benævnt klovdyr) er en pattedyrsorden, der bærer deres vægt på 3. og 4. tå, i modsætning til uparrettåede hovdyr der hovedsageligt bærer vægten på 3. tå.
Der er omkr. 220 arter i ordenen.

## Evolutionær historie
Som med mange andre pattedyrsgruppe dukkede parrettåede pattedyr første gang op under den tidlige eocæn
(omkring 54 millioner år siden). I udseende mindede de om nutidens dværghjorte: små, kortbenede væsner, der spiser blade og de bløde dele af planter. I den sene eocæn (omkring 46 millioner år siden) var de tre moderne undergrupper allerede udviklede: Suina (svine-underordenen), tylopoda (kamel-underordenen) og ruminantia (ged og kvæg-underderordenen). Ikke desto mindre var parrettåede pattedyr langt fra dominerende på dette tidspunkt, da de uparrettåede hovdyr (forfædre til vore dages heste og næsehorn) var langt mere succesfulde og langt talrigere. Parrettåede pattedyr overlevede i nicheroller og beboede marginale habitater. Det var sandsynligvis på dette tidspunkt at deres komplekse fordøjelsessystem blev udviklet, hvilket gjorde dem i stand til at overleve på føde af dårligere kvalitet.
Fremkomsten af græsser under den sene eocæn og deres efterfølgende spredning under miocæn (omkring 20 millioner år siden) indvarslede en stor ændring, da græsser er svært fordøjelige. De parrettåede pattedyr med deres højtudviklede maver var bedre egnede til at tilpasse sig til den hårde, næringsfattige diæt, og de fortrængte relativt hurtigt de uparrettåede pattedyr som de dominerende land-levende planteædere.

## Parrettåede hovdyr (Artiodactyla)
- Underorden Svin Suiformes/Suina
  - Familie Svinefamilien Suidae (svin, vildsvin ...)
  - Familie Flodheste Hippopotamidae (flodhest, dværgflodhest)
  - Familie Navlesvin Tayassuidae (halsbåndnavlesvin...)
- Underorden Kameler Tylopoda
  - Familie Kameler og lamaer Camelidae (dromedar, kamel, lama, alpaka ...)
- Underorden Firemavedrøvtygger Ruminantia (får, ged, antilope, gazelle, kvæg, bison ...)
  - Familie Giraffer Giraffidae (giraf, okapi)
  - Familie Skedehornede eller oksefamilien Bovidae
  - Familie Hjorte Cervidae (rensdyr, elg...)
  - Familie Gaffelbukke Antilocapridae (gaffelbuk)